# 中華學術院
中華學術院（英語：The China Academy）成立於1966年10月29日，由學術界人士組織的研究機構，創辦人兼院長為張其昀。目的是為中國文化之復興，致力於中華文化的學術研究，人文與科技並重，設有哲學等二十個分科學術協會，院址位於中國文化大學校園內。

## 沿革
中國文化大學、華岡學會、中華學術院與華岡興業基金會四大機構總稱為華岡學園。